# Liste der Baudenkmäler in Großheirath
Auf dieser Seite sind die Baudenkmäler in der oberfränkischen Gemeinde Großheirath zusammengestellt. Diese Tabelle ist eine Teilliste der Liste der Baudenkmäler in Bayern. Grundlage ist die Bayerische Denkmalliste, die auf Basis des Bayerischen Denkmalschutzgesetzes vom 1. Oktober 1973 erstmals erstellt wurde und seither durch das Bayerische Landesamt für Denkmalpflege geführt wird. Die folgenden Angaben ersetzen nicht die rechtsverbindliche Auskunft der Denkmalschutzbehörde.

## Baudenkmäler nach Gemeindeteilen

### Großheirath
| Lage                       | Objekt                                    | Beschreibung | Akten-Nr.              | Bild                                      |
| -------------------------- | ----------------------------------------- | --- | ---------------------- | ----------------------------------------- |
| Bachstraße 4 (Standort)    | Fachwerkhaus                              | 19. Jahrhundert | D-4-73-132-2           | Fachwerkhaus                              |
| Banzer Straße 2 (Standort) | Ehemalige Schmiede                        | Satteldachhaus, Fachwerk zum Teil verschiefert, 18. Jahrhundert                                                                                              | D-4-73-132-3 Wikidata  | Ehemalige Schmiede                        |
| Hauptstraße 2 (Standort)   | Empfangsgebäude des Bahnhofs Großheirath  | Empfangsgebäude mit Güterschuppen, zweigeschossiger Backsteinbau mit Satteldach, zugehöriger Toilettenbau, 1900 von der K.P.E.V., Direktion Erfurt errichtet | D-4-73-132-56 Wikidata | weitere Bilder                            |
| Hauptstraße 3 (Standort)   | Langheimer Hof                            | Schopfwalmdachhaus, massives Erdgeschoss mit profilierten Tür- und Fensterrahmen, bezeichnet „1768“                                                          | D-4-73-132-1 Wikidata  | Langheimer Hof                            |
| Ringstraße 2 (Standort)    | Evangelisch-lutherische Pfarrkirche       | Saalbau mit Chorturm, im Kern 15. Jahrhundert, Ausbau im 17. Jahrhundert (und später); mit Ausstattung                                                       | D-4-73-132-4 Wikidata  | weitere Bilder                            |
| Ringstraße 9 (Standort)    | Erdgeschossiges Wohnhaus eines Bauernhofs | Fachwerk, Schopfwalm, 18./19. Jahrhundert | D-4-73-132-6 Wikidata  | Erdgeschossiges Wohnhaus eines Bauernhofs |
| Ringstraße 11 (Standort)   | Pfarrhaus                                 | Satteldachhaus, Fachwerk im Obergeschoss, 17. Jahrhundert Pfarrscheune, 18. Jahrhundert                                                                      | D-4-73-132-7 Wikidata  | weitere Bilder                            |

### Buchenrod
| Lage                                                                          | Objekt                                        | Beschreibung | Akten-Nr.              | Bild                                          |
| ----------------------------------------------------------------------------- | --------------------------------------------- | --- | ---------------------- | --------------------------------------------- |
| Bergstraße (Standort)                                                         | Gemeindebackhaus                              | Eingeschossiger Sandsteinquaderbau mit überwölbtem Backofen und flachem Walmdach, 1843 von Friedrich Bohl                                                           | D-4-73-132-63          | BW                                            |
| Bergstraße (Standort)                                                         | Kriegerdenkmal für die Gefallenen von 1914–18 | Steinstele mit Adler, Schwarzglasplatten | D-4-73-132-22 Wikidata | Kriegerdenkmal für die Gefallenen von 1914–18 |
| Bergstraße 2 a (Standort)                                                     | Bauernhaus                                    | Eingeschossig, gestelzt, mit Halbwalm, Fachwerk zum Teil verschiefert, bezeichnet „1708“, renoviert um 1860, Keller bezeichnet „1593“                               | D-4-73-132-8 Wikidata  | Bauernhaus                                    |
| Brunnenstraße 3 (Standort)                                                    | Bauernhaus                                    | Satteldach, zum Teil in deutscher Schablone verschiefert, erste Hälfte 19. Jahrhundert                                                                              | D-4-73-132-9 Wikidata  | Bauernhaus                                    |
| Schernecker Straße, vor Nr. 5 (Standort)                                      | Brunnenhaus                                   | Fachwerkkonstruktion mit Zeltdach, Mitte 18. Jahrhundert | D-4-73-132-13 Wikidata | Brunnenhaus                                   |
| Schernecker Straße 1 (Standort)                                               | Bauernhaus                                    | Massives Erdgeschoss, Fachwerkobergeschoss, 18./19. Jahrhundert | D-4-73-132-10 Wikidata | Bauernhaus                                    |
| Schernecker Straße 8 (Standort)                                               | Fachwerkhaus                                  | 19. Jahrhundert, im Kern wohl 17. Jahrhundert | D-4-73-132-12 Wikidata | Fachwerkhaus                                  |
| Schernecker Straße 14 (Standort)                                              | Fachwerkhaus                                  | Zweigeschossig mit Halbwalm, Anfang 19. Jahrhundert | D-4-73-132-52 Wikidata | Fachwerkhaus                                  |
| Wiesenstraße 1 (Standort)                                                     | Bauernhaus                                    | Zweigeschossiges Fachwerkhaus, mit Schopfwalmdach, zum Teil verschiefert, Anfang 19. Jahrhundert                                                                    | D-4-73-132-14 Wikidata | Bauernhaus                                    |
| Wiesenstraße 2 (Standort)                                                     | Haus der Bäuerin, Gemeindehaus                | Fachwerk, Giebelreiter (Glocke), bezeichnet „1714“, 1938 und „1954“                                                                                                 | D-4-73-132-15 Wikidata | Haus der Bäuerin, Gemeindehaus                |
| Wiesenstraße 3 (Standort)                                                     | Bauernhaus                                    | Fachwerk zum Teil verschiefert, Anfang 19. Jahrhundert | D-4-73-132-16 Wikidata | Bauernhaus                                    |
| Wiesenstraße 4 (Standort)                                                     | Wohnhaus eines Bauernhofs                     | Klassizistisch, eingeschossig mit Satteldach, Fachwerk, über Freitreppe mit Viersäulenportikus Mittelrisalit mit Dreiecksgiebel, erste Hälfte/Mitte 19. Jahrhundert | D-4-73-132-17 Wikidata | Wohnhaus eines Bauernhofs                     |
| Wiesenstraße 8 (Standort)                                                     | Walmdachhaus                                  | Zweigeschossig, zum Teil verschiefert, um 1800 | D-4-73-132-18 Wikidata | Walmdachhaus                                  |
| Wiesenstraße 9 (Standort)                                                     | Bauernhaus                                    | Zweigeschossiges Fachwerkhaus mit Satteldach, zum Teil Verschieferung in deutscher Schablone mit geringen Spuren von Bemalung, bezeichnet „1801“ Nebengebäude       | D-4-73-132-19 Wikidata | Bauernhaus                                    |
| Wiesenstraße 12 (Standort)                                                    | Bauernhaus                                    | Erdgeschossiges Fachwerkhaus mit Satteldach, massives Kellergeschoss, bezeichnet „1806“                                                                             | D-4-73-132-21 Wikidata | Bauernhaus                                    |
| Schernecker Straße; Von Buchenrod zur Kr CO 25; Ziegelsdorfer Bach (Standort) | Brücke                                        | einjochige, werksteinsichtige Sandstein-Bogenbrücke über den Hummerbach, von Georg Hummel, 1845                                                                     | D-4-73-132-64          | BW                                            |

### Gossenberg
| Lage                   | Objekt             | Beschreibung | Akten-Nr.              | Bild               |
| ---------------------- | ------------------ | --- | ---------------------- | ------------------ |
| Froschweg 2 (Standort) | Ehemaliges Rathaus | Zweigeschossiger Satteldachbau mit Dachreiter, Fachwerk, auf Verschieferung bezeichnet „1733“. Davor ehemalige Schmiede | D-4-73-132-23 Wikidata | Ehemaliges Rathaus |
| Froschweg 7 (Standort) | Kleinhaus          | Eingeschossig, Fachwerkbau mit Schopfwalmdach, bezeichnet „1807“                                                        | D-4-73-132-24 Wikidata | Kleinhaus          |

### Neuses an den Eichen
| Lage                                | Objekt                                  | Beschreibung | Akten-Nr.              | Bild                                    |
| ----------------------------------- | --------------------------------------- | --- | ---------------------- | --------------------------------------- |
| Am Brunnen 6 (Standort)             | Bauernhaus                              | Frackdach, Fachwerk und Laube, 18. Jahrhundert | D-4-73-132-25 Wikidata | Bauernhaus                              |
| Im Ort, Rossacher Straße (Standort) | Brunnen                                 | Abgedeckt, wohl 18. Jahrhundert | D-4-73-132-32 Wikidata | Brunnen                                 |
| Brunnen (Standort)                  | Brunnentrog                             | Rund, abgedeckt, wohl 18. Jahrhundert | D-4-73-132-33 Wikidata | Brunnentrog                             |
| Buchenroder Straße 1 (Standort)     | Wohnhaus mit angebauter Fachwerkscheune | Eingeschossig auf Sandsteinsockel, Fassade verschiefert, Satteldach mit Gaube in der Mittelachse, Mitte 19. Jahrhundert                                                                                             | D-4-73-132-58 Wikidata | Wohnhaus mit angebauter Fachwerkscheune |
| Nähe Rossacher Straße (Standort)    | Brauhaus                                | Zweigeschossiger Satteldachbau, massives Erdgeschoss mit genuteten Ecklisenen und profilierten Fenster- und Türrahmungen, verputztes Fachwerkobergeschoss, spätes 18. Jahrhundert; zugehörig zu Rossacher Straße 44 | D-4-73-132-30 Wikidata | Brauhaus                                |
| Rossacher Straße 11 (Standort)      | Ehemaliges Gemeindehaus                 | Satteldachbau, Fachwerk, erste Hälfte 18. Jahrhundert | D-4-73-132-26 Wikidata | Ehemaliges Gemeindehaus                 |
| Rossacher Straße 13 (Standort)      | Frackdachhaus mit Laubengang            | Fachwerk, erste Hälfte 19. Jahrhundert | D-4-73-132-27 Wikidata | BW                                      |
| Rossacher Straße 14 (Standort)      | Schopfwalmdachhaus                      | Fachwerk, erste Hälfte 19. Jahrhundert | D-4-73-132-28 Wikidata | Schopfwalmdachhaus                      |
| Rossacher Straße 24 (Standort)      | Wohnstallbau                            | Zweigeschoss, Fachwerk, verschiefert, bezeichnet „1883“ | D-4-73-132-53 Wikidata | Wohnstallbau                            |
| Rossacher Straße 36 (Standort)      | Halbwalmdachhaus                        | Fachwerk, Laube, erste Hälfte 19. Jahrhundert | D-4-73-132-29 Wikidata | Halbwalmdachhaus                        |
| Welsberger Straße 5 (Standort)      | Satteldachhaus                          | Fachwerk, Kellergeschoss massiv, 18. Jahrhundert | D-4-73-132-31 Wikidata | Satteldachhaus                          |

### Rossach
| Lage                                                 | Objekt                               | Beschreibung | Akten-Nr.              | Bild           |
| ---------------------------------------------------- | ------------------------------------ | --- | ---------------------- | -------------- |
| Am Kirchhof 2; Kirchgasse 3 (Standort)               | Evangelisch-lutherische Filialkirche | Chorturm mit Spitzhelm und Scharwachttürmchen spätmittelalterlich, Kirchhaus von 1756/60; mit Ausstattung Kirchhofummauerung mit Portal, Mitte 18. Jahrhundert | D-4-73-132-34 Wikidata | weitere Bilder |
| Am Kirchhof 3 (Standort)                             | Langheimer Hof                       | Ensemble mit Bauernhaus, erdgeschossig, Schopfwalm, Laube, erste Hälfte 19. Jahrhundert, Pforte bezeichnet „1820“                                              | D-4-73-132-35 Wikidata | weitere Bilder |
| Coburger Straße 9 (Standort)                         | Landhaus                             | Mit Fachwerkgiebel, Zwerchhäusern und Säulenportikus, 1912 von Meythaler für Samuel Knorr (Leipzig).                                                           | D-4-73-132-54 Wikidata | Landhaus       |
| Coburger Straße 17 (Standort)                        | Bauernhaus                           | Fachwerkobergeschoss, Verschieferung, 18./19. Jahrhundert | D-4-73-132-36 Wikidata | Bauernhaus     |
| Coburger Straße 27 (Standort)                        | Gemeindehaus                         | Fachwerkhaus, zum Teil Verschieferung in deutscher Schablone, 18./19. Jahrhundert                                                                              | D-4-73-132-37 Wikidata | Gemeindehaus   |
| Coburger Straße 29 (Standort)                        | Satteldachhaus                       | Erdgeschoss massiv, Mitte 19. Jahrhundert, reiches Fachwerkobergeschoss bezeichnet „1701“                                                                      | D-4-73-132-38 Wikidata | Satteldachhaus |
| Coburger Straße 49 (Standort)                        | Kellergasse                          | Bestehend aus zwölf Einzelkellern mit Tonnengewölben aus Sandstein, zugehörig Portaleinfassungen, 18./19. Jahrhundert                                          | D-4-73-132-59 Wikidata | Kellergasse    |
| Schustergasse 2 (Standort)                           | Fachwerkhaus                         | 18./19. Jahrhundert | D-4-73-132-39          | Fachwerkhaus   |
| Schustergasse 4 (Standort)                           | Bauernhaus                           | Fachwerk, bezeichnet „1741“, zum Teil Verschieferung in deutscher Schablone                                                                                    | D-4-73-132-40 Wikidata | Bauernhaus     |
| Schustergasse 8 (Standort)                           | Bauernhaus                           | Erdgeschossig, Fachwerk, erste Hälfte 19. Jahrhundert | D-4-73-132-41 Wikidata | Bauernhaus     |
| Schustergasse 12 (Standort)                          | Bauernhaus                           | Erdgeschossig, Fachwerk, erste Hälfte 19. Jahrhundert | D-4-73-132-42 Wikidata | Bauernhaus     |
| Ecke Altenbanzer Weg und Zilgendorfer Weg (Standort) | Steinpfeiler                         | Als Wegweiser nach Banz und Zilgendorf, 19. Jahrhundert | D-4-73-132-43 Wikidata | Steinpfeiler   |

### Watzendorf
| Lage | Objekt                               | Beschreibung | Akten-Nr.              | Bild                    |
| --- | ------------------------------------ | --- | ---------------------- | ----------------------- |
| Am Anfang der Brunnenwiesenstraße (Standort)                                                             | Ziehbrunnen                          | Der runde Brunnentrog besteht aus einem monolithischen Brunnenring aus Sandstein und hat einen Fachwerküberbau. Das rinnenziegelgedeckte Walmdach wird von vier hölzernen, aufwändig gestalteten Ecksäulen getragen. Der Brunnen stammt aus dem 18./19. Jahrhundert | D-4-73-132-47 Wikidata | Ziehbrunnen             |
| 1100 m westlich vom Dorf, am Grenzweg im Rückäckerholz, nördlich der Straße nach Seßlach (Standort)      | Centstein und Jagdstein              | Der Sandstein mit der Bezeichnung „1599“ wurde nach dem Trappstädter Rezess von 1599 gesetzt. Der zwischen Fürstbischof Julius Echter von Mespelbrunn und den Herzögen Johann Casimir und Johann Ernst von Sachsen-Coburg geschlossene Vertrag regelte den bis dahin strittigen Grenzverlauf zwischen dem Hochstift Würzburg und dem Fürstentum Sachsen-Coburg.        | D-4-73-132-50 Wikidata | Centstein und Jagdstein |
| An der Nordostecke des Rückäckerholzes, am Schmiedsäcker (Standort)                                      | Centstein und Jagdstein              | Bezeichnung „1803“. Der Sandstein markierte den Landesgrenzverlauf zwischen den Fürstentümern Würzburg und Sachsen-Coburg | D-4-73-132-51 Wikidata | Centstein und Jagdstein |
| Am Grenzweg im Bürgerwald, 1150 m südwestlich vom Dorf, nördlich Tiereller (Standort)                    | Centstein und Jagdstein              | Der Sandstein mit der Bezeichnung „1599“ wurde nach dem Trappstädter Rezess von 1599 gesetzt. Der zwischen Fürstbischof Julius Echter von Mespelbrunn und den Herzögen Johann Casimir und Johann Ernst von Sachsen-Coburg geschlossene Vertrag regelte den bis dahin strittigen Grenzverlauf zwischen dem Hochstift Würzburg und dem Fürstentum Sachsen-Coburg         | D-4-73-132-49 Wikidata | Centstein und Jagdstein |
| 1500 m südwestlich an der Westecke des Eichholz, am Grenzweg im Bürgerwald, südlich Tiereller (Standort) | Drei Centsteine                      | Die zwei Grenzsteine mit der Bezeichnung „1599“ wurden nach dem Trappstädter Rezess von 1599 gesetzt. Der zwischen Fürstbischof Julius Echter von Mespelbrunn und den Herzögen Johann Casimir und Johann Ernst von Sachsen-Coburg geschlossene Vertrag regelte den bis dahin strittigen Grenzverlauf zwischen dem Hochstift Würzburg und dem Fürstentum Sachsen-Coburg | D-4-73-132-48 Wikidata | Drei Centsteine         |
| Krumbacher Straße 1 (Standort)                                                                           | Ehemaliges Gemeindehaus              | Das Gebäude trägt die Bezeichnung „1756“. Der Fachwerkbau hat ein massives Kellergeschoss und ein Walmdach | D-4-73-132-45 Wikidata | Ehemaliges Gemeindehaus |
| Krumbacher Straße 8 (Standort)                                                                           | Evangelisch-lutherische Marienkirche | Der Chorturm mit seinen spätgotischen Fresken im Altarraum ist im Kern mittelalterlich. Das barocke Kirchenschiff wurde zwischen 1729 und 1733 neu errichtet. Aus dieser Zeit stammt auch eine Kirchhofmauer um den Kirchplatz. Die Orgel stammt im Kern aus dem Jahr 1734 und ist das einzige erhaltene Instrument des Seßlacher Orgelbauers Johann-Conrad Schöpf.    | D-4-73-132-46 Wikidata | weitere Bilder          |

## Ehemalige Baudenkmäler
In diesem Abschnitt sind Objekte aufgeführt, die früher einmal in der Denkmalliste eingetragen waren, jetzt aber nicht mehr. Objekte, die in anderem Zusammenhang also z. B. als Teil eines Baudenkmals weiter eingetragen sind, sollen hier nicht aufgeführt werden. Aktennummern in diesem Abschnitt sind ehemalige, jetzt nicht mehr gültige Aktennummern.

| Lage                                      | Objekt      | Beschreibung | Akten-Nr.              | Bild        |
| ----------------------------------------- | ----------- | --- | ---------------------- | ----------- |
| Buchenrod Schernecker Straße 3 (Standort) | Dreiseithof | Wohnhaus, Schopfwalm, verschiefert, 19. Jahrhundert Südliches Nebengebäude mit Fachwerkgiebel, bezeichnet „1708“, renoviert 1961 | D-4-73-132-11 Wikidata | Dreiseithof |